# Dieter Harlfinger
Dieter Harlfinger (* 13. März 1940 in Krakau) ist ein deutscher Altphilologe.

## Leben
Harlfinger studierte Klassische Philologie an der Freien Universität Berlin. Schon frühzeitig spezialisierte er sich auf Kodikologie und Paläographie. 1970 wurde er bei Paul Moraux mit der Dissertation Die Textgeschichte der pseudo-aristotelischen Schrift peri atomōn grammōn promoviert. Anschließend arbeitete er als Dozent für Philologie an der Freien Universität. 1976 wurde er dort habilitiert und erhielt 1979 eine Professur. 1986 wurde ihm die Leitung des Aristoteles-Archivs übertragen. 1990 wechselte er als ordentlicher Professor an die Universität Hamburg, wo er 2005 in den Ruhestand versetzt wurde.
Am 12. Mai 2011 wurde Dieter Harlfinger die Ehrendoktorwürde von der Abteilung für Philologie an der Aristoteles-Universität Thessaloniki verliehen.
Seit 2012 ist er Projektleiter des editorischen Langzeitunternehmens Commentaria in Aristotelem Graeca et Byzantina (CAGB) an der Berlin-Brandenburgischen Akademie der Wissenschaften.
Harlfinger gilt als einer der herausragendsten Spezialisten für Griechische Kodikologie. 1993 erschien die ihm gewidmete Festschrift Symbolae Berolinenses.

## Schriften (Auswahl)
- Die Textgeschichte der pseudo-aristotelischen Schrift Περὶ ἀτόμων γραμμῶν. Ein kodikologisch-kulturgeschichtlicher Beitrag zur Klärung der Überlieferungsverhältnisse im Corpus Aristotelicum. Amsterdam 1971 (erweiterte Fassung der Dissertation).
- mit Johanna Harlfinger: Wasserzeichen aus griechischen Handschriften. 2 Lieferungen, Berlin 1974–1980.
- Specimina griechischer Kopisten der Renaissance. Band 1: Griechen des 15. Jahrhunderts. Berlin 1974.
- mit Ernst Gamillscheg: Repertorium der griechischen Kopisten 800–1600. 3 Teile, Wien 1981–1997.
  - Erster Teil: Handschriften aus Bibliotheken Grossbritanniens. A. Verzeichnis der Kopisten. Wien 1981, ISBN 3-7001-0412-X.
  - Zweiter Teil: Handschriften aus Bibliotheken Frankreichs und Nachträge zu den Bibliotheken Grossbritanniens. A. Verzeichnis der Kopisten. Wien 1989, ISBN 3-7001-1557-1.
  - Dritter Teil: Handschriften aus Bibliotheken Roms mit dem Vatikan. A. Verzeichnis der Kopisten. Wien 1997, ISBN 3-7001-2632-8.
- Specimina Sinaitica. Die datierten griechischen Handschriften des Katharinen-Klosters auf dem Berge Sinai, 9.–12. Jahrhundert. Berlin 1983, ISBN 3-496-00743-5.

Herausgeberschaft
- Griechische Kodikologie und Textüberlieferung. Darmstadt 1980, ISBN 3-534-05682-5.
- Philophronēma. Festschrift für Martin Sicherl zum 75. Geburtstag. Von Textkritik bis Humanismusforschung. Paderborn u. a. 1990, ISBN 3-506-79054-4.
- Rinascimento virtuale – digitale Palimpsestforschung – rediscovering written records of a hidden European cultural heritage. Perspektiven des Netzwerks in den Beitrittsländern Mittel- und Osteuropas und in angrenzenden Staaten. Bratislava 2002.